# Black Sheep (Band)
Black Sheep ist ein US-amerikanisches Hip-Hop-Duo bestehend aus Andres „Dres“ Titus und William „Mista Lawnge“ McLean.

## Geschichte
Die zwei New Yorker, die ursprünglich in North Carolina aufwuchsen, waren schon Mitte der 1980er Jahre Hip-Hop-Fans. Dres war als MC tätig, Mista Lawnge als DJ.
Um einen Plattenvertrag zu bekommen, zog Lawnge nach New York, wo er über DJ Red Alert Kontakt zu Mike Gee von den Jungle Brothers bekam. Gees Verbindung zu der Native Tongue Family inspirierte Lawnge dazu, Black Sheep zu gründen und Dres als MC zu verpflichten.
Die erste Veröffentlichung von Black Sheep, Flavour of the Month, war eine der erfolgreichsten Rap-Singles des Jahres 1991. Der Kontakt zu Bands der Native Tongues Posse wie z. B. De La Soul oder A Tribe Called Quest brachte Black Sheep zudem Erfolg.
Ihr Debütalbum A Wolf in Sheep's Clothing (1991) kam auf Platz 30 der Album-Charts und ihre nächste Single, „The Choice Is Yours“ wurde zu einem MTV-Hit. Das Album wurde schließlich ca. 1 Million Mal verkauft und das Duo landete neben anderen Rap-Größen, wie z. B. Main Source, Gang Starr, Kool G Rap und The Pharcyde auf dem Rap-Sampler Heavies' Heavy Rhyme Experience Vol.1.
Das Folgealbum Non-Fiction (1994) dagegen fiel schlechter Promotion zum Opfer und war nicht annähernd so erfolgreich wie A Wolf in Sheep's Clothing. Daher trennte sich das Duo; beide arbeiteten an verschiedenen Projekten. Schließlich veröffentlichte Dres sein Solo-Album Sure Shot Redemption (1999). Im Jahr 1999 nutzte Fatman Scoop in seinem Lied Be Faithful ein Sample aus dem Lied The Choice Is Yours (Revisited) vom Album A Wolf in Sheep's Clothing. Im Folgejahr verwendete Fatboy Slim ein Sample, das in beiden Liedern The Choice Is Yours bzw. The Choice Is Yours (Revisited) vorkommt, in seinem Lied Weapon of Choice.
Black Sheep schloss sich 2000 schließlich noch einmal zusammen um einen Titel für den Soundtrack des Films Mit aller Härte (Regie: Laurence Fishburne) einzuspielen. Sie gingen mit Das EFX auf Tour und veröffentlichten 2006 das neue Album 8WM/Novakane.

## Diskografie

### Alben
- 1991: A Wolf in Sheep's Clothing
- 1994: Non-Fiction
- 2006: 8WM/Novakane
- 2010: From the Black Pool of Genius
- 2018: Tortured Soul

### Singles
- 1991: Flavor of the Month
- 1991: The Choice is Yours
- 1992: Strobelite Honey
- 1992: Stay Tuned (mit Salt-N-Pepa, Auto & Cherokee, und X Clan)
- 1992: Similak Child
- 1994: Without A Doubt
- 1995: North South East West